# Liên Hội đồng Giám mục Á châu
Liên Hội đồng Giám mục Á châu (tiếng Anh: Federation of Asian Bishops' Conferences - FABC) là một tổ chức liên kết các hội đồng Giám mục Công giáo Rôma của các quốc gia, vùng lãnh thổ ở khu vực Đông, Nam, Đông-Nam và Trung Á. Liên hội đồng này thúc đẩy sự đoàn kết và trách nhiệm chung cho Giáo hội và phúc lợi xã hội trong khu vực. Các quyết định của hội không có hiệu lực pháp lý ràng buộc; sự chấp nhận các quyết định là một sự biểu lộ tinh thần trách nhiệm đồng đoàn.
Liên hội đồng bao gồm Hội đồng Giám mục của 16 quốc gia/liên quốc gia sau: Bangladesh, Đông Timor, Ấn Độ (gồm cả ba Giáo hội theo lễ nghi Latinh, Syro-Malabar, và Syro-Malankara), Indonesia, Nhật Bản, Kazakhstan, Hàn Quốc, liên quốc gia Lào-Campuchia, liên quốc gia Malaysia-Singapore-Brunei, Myanmar, Pakistan, Philippines, Sri Lanka, Đài Loan (Trung Hoa Dân Quốc), Thái Lan và Việt Nam. Các quan sát viên là Hong Kong, Macau, Mông Cổ, Nepal, Novosibirsk (Nga), Kyrgyzstan, Tajikistan, Turkmenistan, Uzbekistan.